# Prière dans le christianisme
Pour les articles homonymes, voir Prière (homonymie).

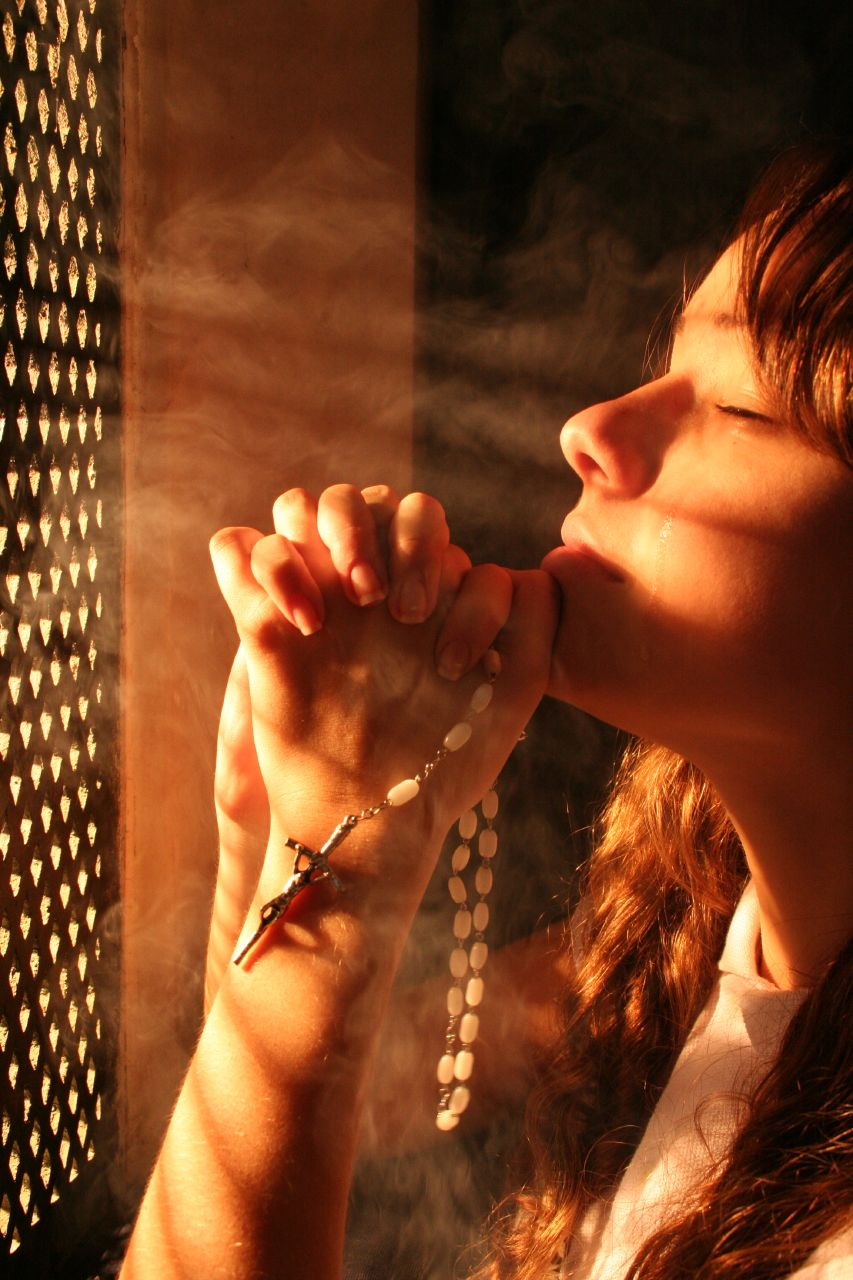

La prière chrétienne est un échange avec Dieu, fondé sur la Bible.  Selon le Nouveau Testament, le croyant peut parler à Dieu comme à un père, « au Nom du Seigneur Jésus-Christ ». La prière chrétienne se réalise seul, en groupe, en tout lieu et en tout temps. Elle prend différentes formes selon les Églises.
Le Notre Père est la prière commune à tous les chrétiens, directement tirée des évangiles  (Matthieu, 6: 9-13 et Luc, 11: 2-4), et enseignée par Jésus à ses premiers disciples.

## Origines
La prière qui s'appuie sur les promesses de la Bible est un acte fondamental de la foi chrétienne, vécue comme une action de Grâce et de communion avec Dieu, une communion d’esprits entre Dieu et les siens. C’est «Dieu le Père» que le croyant prie «au Nom du Seigneur Jésus-Christ».
Dans le Nouveau Testament, plusieurs passages abordent la prière :
Dans l'Évangile selon Jean, Jésus-Christ indique comment prier à ses fidèles :
- 14:13-14 :« Et tout ce que vous demanderez en mon nom, je le ferai, afin que le Père soit glorifié dans le Fils. Si vous demandez quelque chose en mon nom, je le ferai. »
- 16:23 :« En ce jour-là, vous ne m'interrogerez plus sur rien. En vérité, en vérité, je vous le dis, ce que vous demanderez au Père, il vous le donnera en mon nom. Jusqu'à présent vous n'avez rien demandé en mon nom. Demandez, et vous recevrez, afin que votre joie soit parfaite. »

Jésus-Christ explique comment prier dans l’Évangile de Matthieu 6:5-7 :
- « Et quand tu pries, ne sois pas comme les hypocrites, car ils aiment à prier en se tenant debout dans les synagogues et aux coins des rues, en sorte qu’ils soient vus des hommes. En vérité, je vous dis : ils ont déjà leur récompense ! Mais toi, quand tu pries, entre dans ta chambre, et ayant fermé ta porte, prie ton Père qui [demeure] dans le secret ; et ton Père qui voit dans le secret, te récompensera. Et quand vous priez, n’usez pas de vaines redites, comme ceux des nations, car ils s’imaginent qu’ils seront exaucés en parlant beaucoup. »

Puis, après cette introduction, il enseigne la prière du Notre Père.
Il encourage aussi à la persévérance dans l'évangile de Luc 11:9,10: 
- « Et moi je vous dis : Demandez, et l’on vous donnera ; cherchez, et vous trouverez ; frappez, et l’on vous ouvrira. Car quiconque demande, reçoit ; et qui cherche, trouve, et l’on ouvrira à celui qui frappe. »

Dans la Première épître de Pierre 5:6,7, l'importance de l'humilité et de la sincérité de celui qui prie est soulignée : 
- « Humiliez-vous donc sous la puissante main de Dieu, afin qu’il vous élève au temps convenable ; et déchargez-vous sur lui de tous vos soucis, car lui-même prend soin de vous. »

## Caractéristiques
Dans la Bible, Jésus a parfois associée la prière à la méditation, des lectures de textes bibliques, au jeûne et à des veilles. Elle est effectuée de façon individuelle ou communautaire, en tout lieu et à l'église, en position assise, debout, couchée ou à genoux.

## Églises catholique et orthodoxe
Dans les Églises catholiques et orthodoxes la prière est faite à Dieu le Père, à Jésus Christ son Fils, au Saint Esprit, et les prières adressées aux Saints et à la Vierge Marie sont dites des prières d'intercession. Il est demandé à la communauté des saints, ou à la Sainte Vierge Marie, Reine des Saints, de prier la Sainte Trinité pour celui qui lui demande son intercession. Les catholiques et orthodoxes ne prient pas de la même manière Dieu le Père, Jésus le Fils et le Saint Esprit, que les saints ou la Vierge Marie. Ils prient Le Père, Jésus ou l'Esprit Saint comme Dieu, et les saints ou la Sainte Vierge comme une personne qui, parce qu'il est ou elle est tout(e) proche de Dieu, pourra intercéder. Cette distinction n'est pas toujours visible ou comprise de prime abord. La prière à la communion des saints est une spécificité de la foi chrétienne catholique et chrétienne orthodoxe. L'utilisation d'objets de cultes (crucifix, icônes, chapelets, statues, etc.) est courante mais pas obligatoire. Les cultures et les milieux sociaux ont également une grande influence sur les manières de prier. Elles s'appuient sur des liturgies précises et selon des rites particuliers (signe de croix avec les mains, génuflexion, prosternation etc).
La Liturgie des Heures est la prière des pratiquants catholiques et orthodoxes (le plus souvent priée par les religieux seulement), c'est une prière codifiée et répétée sept fois par jour, structurée principalement autour des Saintes Écritures (Psaumes et lectures biblique). Son application remonte à la tradition juive des Psaumes. Entre autres, Le Psaumes 119 (connu pour être le plus long chapitre de la Bible) y fait déjà référence au verset 164 « sept fois par jour je te célèbre » (Ps 119, 164).
L'Angélus est l'autre prière quotidienne des pratiquants catholiques, cette fois destinée à chaque fidèle. C'est une prière elle aussi codifiée mais beaucoup plus courte. Elle se récite trois fois par jour (matin, midi et soir) et est destinée à tous les catholiques les jours de pénitence et de prière obligatoire (vendredi et temps de Carême). Dans sa forme originale, elle est remplacée par le Regina Caeli durant le temps pascal. Les messes de semaine se déroulent toujours matin midi ou soir une heure avant l'heure de la prière pour justement permettre à la fin de la messe de pouvoir réciter l'Angélus à l'appel des cloches.

## Protestantisme
Dans le protestantisme, la prière est adressée à Dieu seul, Père, Fils et Esprit-Saint. Les protestants ne demandent pas l’intercession des saints, auprès de Dieu. Dans la Communion anglicane et dans certaines Églises méthodistes, le Livre de la prière commune est utilisé comme guide de prière.
La prière d'illumination précède la lecture des Saintes Écritures, textes humains. Le chrétien prie pour que le Saint-Esprit l'éclaire, et lui permette d'entendre la Parole de Dieu.
Dans le christianisme évangélique, la prière s'appuie sur la Bible et sur la foi. Ainsi, elle est faite à Dieu (Trinité) nom de Jésus. Selon les évangéliques, la prière prend une nouvelle dimension pour ceux qui ont accepté Jésus, qui ont vécu la nouvelle naissance. Elle a lieu en privé ou durant le service.

## Monachisme
Dans les églises catholiques, orthodoxes et protestantes, des moines peuvent consacrer leur vie exclusivement à la prière.

## Miracles

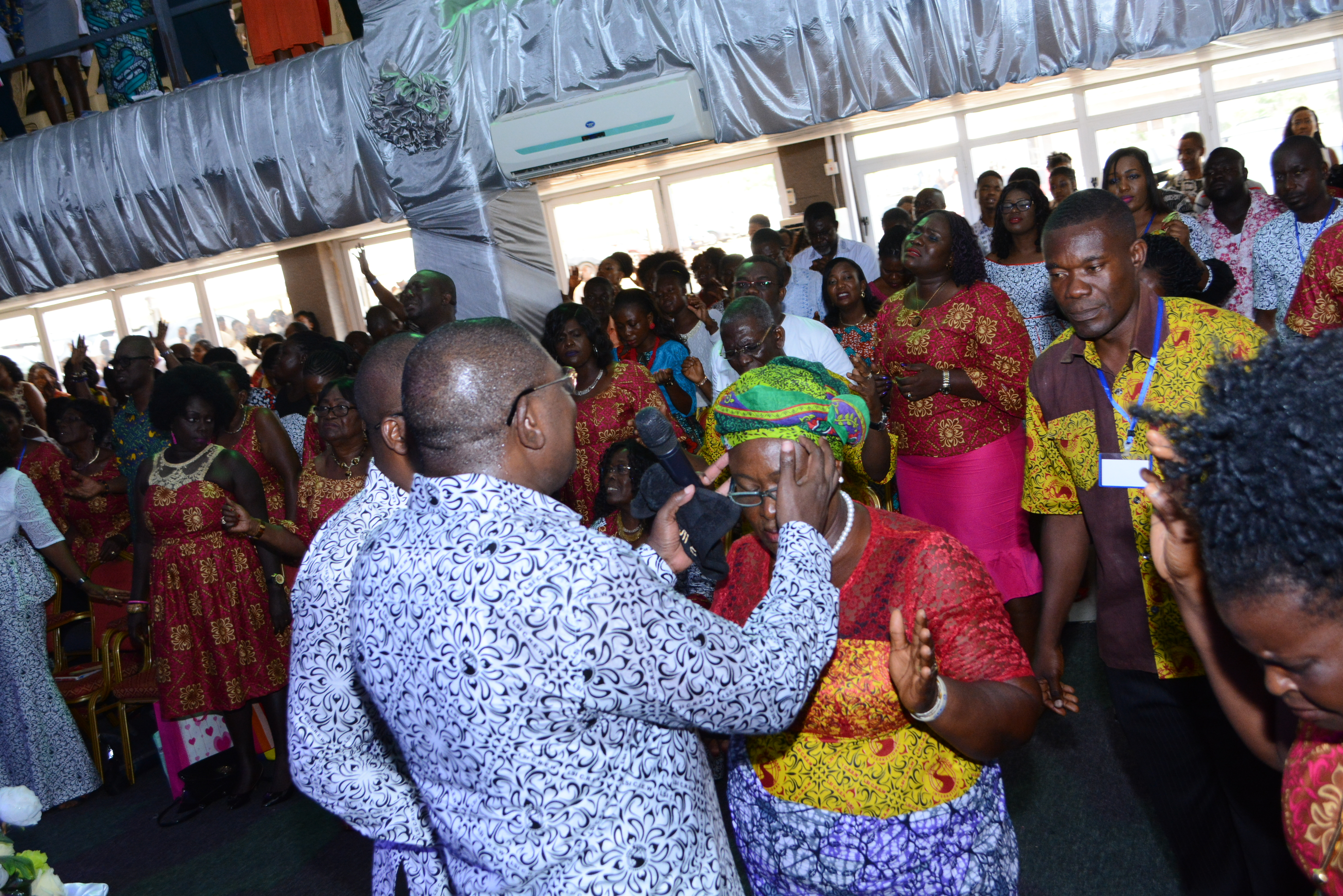
Imposition des mains pour la guérison dans l’église Living Streams International, à Accra, au Ghana, 2018

Dans le catholicisme, les miracles et la guérison par la foi sont souvent attribués à la thaumaturgie, soit la prière et l’intercession des saints pour les miracles.
Dans le protestantisme, les miracles et la guérison par la foi sont un processus qui surviennent à la suite de prières.
Dans le christianisme évangélique, les miracles et la guérison par la foi sont possibles avec la foi et la prière, par le Saint-Esprit. Le biblicisme fait en sorte que les miracles décrits dans la bible sont encore d'actualité et peuvent être présents dans la vie du croyant,.